# Huig-Jan Tak
Huig-Jan Tak (1994) es un deportista neerlandés que compite en vela en la clase iQFoil.
Ganó una medallas de bronce en el Campeonato Mundial de IQFoil de 2022, y una medalla de plata en el Campeonato Europeo de IQFoil de 2021.

## Palmarés internacional
| \| Campeonato Mundial \| Campeonato Mundial \| Campeonato Mundial \| Campeonato Mundial \| \| Año \| Lugar \| Medalla \| Clase \| \| ------------------ \| ------------------ \| ------------------ \| ------------------ \| \| 2022 \| Brest (Francia) \| Medalla de bronce \| iQFoil \| \| Campeonato Europeo \| \| \| \| \| Año \| Lugar \| Medalla \| Clase \| \| 2021 \| Marsella (Francia) \| Medalla de plata \| iQFoil \| |                    |                   |        |
| Campeonato Mundial |                    |                   |        |
| Año | Lugar              | Medalla           | Clase  |
| 2022 | Brest (Francia)    | Medalla de bronce | iQFoil |
| Campeonato Europeo |                    |                   |        |
| Año | Lugar              | Medalla           | Clase  |
| 2021 | Marsella (Francia) | Medalla de plata  | iQFoil |